# Berkmeer
Berkmeer (52° 41′ N, 4° 54′ L) é uma cidade dos Países Baixos, na província de Holanda do Norte. Berkmeer pertence ao município de Koggenland, e está situada a 5 km, a leste de Heerhugowaard.
A área de Berkmeer, que também inclui as partes periféricas da cidade, bem como a zona rural circundante, tem uma população estimada em 100 habitantes.